# Holländare (äpple)
Holländare är en äppelsort av okänt ursprung. Äpplet är relativt stort, omkring 200gram och dess skal är mestadels grönt. Köttet som är fast har en milt syrlig smak. Äpplet förväxlas ibland med sorten Husmoder.[källa behövs] Äpplet passar bra i köket. Sorten är triploid med S-allerna S1S2S7. Trädet växer kraftigt. Blommar medeltidigt. I Sverige odlas Holländare gynnsammast i zon 1-2.